# Engestofte Kirke
Engestofte Kirke er en kirke umiddelbart øst for godset Engestoftes hovedbygning på nordsiden af Søndersø på Lolland.